# Heptagenia dolosa
Heptagenia dolosa is een haft uit de familie Heptageniidae. De wetenschappelijke naam van de soort is voor het eerst geldig gepubliceerd in 1935 door Traver.
De soort komt voor in het Nearctisch gebied.